# Плавання на літніх Олімпійських іграх 2000
Змагання з плавання на літніх Олімпійських іграх 2000 в Сіднеї тривали з 16 до 23 вересня 2000 року в Сіднейському міжнародному центрі водних видів спорту в Гоумбуш-Бей. Розіграно 32 комплекти нагород (по 16 серед чоловіків та жінок). Змагалися 954 плавці зі 150 країн.
Плавальна програма 2000 року розширилась порівняно з 1996 роком. Додано півфінальний раунд у всіх дисциплінах за винятком довгих дистанцій (400 м вільним стилем, 800 м вільним стилем, 1500 м вільним стилем і 400 м комплексним плаванням), а також естафет. Через це тривалість змагань збільшили до восьми днів. Цей формат змагань зберігається й дотепер.
Найуспішнішими були плавці зі Сполучених Штатів, що вибороли 33 медалі (14 золотих, 8 срібних і 11 бронзових). 2-ге місце посіла збірна Австралії, яка здобула 18 медалей (5 золотих, 9 срібних і 4 бронзові). Під час змагань встановлено 14 світових і 38 олімпійських рекордів.

## Дисципліни
Розіграно медалі в таких дисциплінах (усі змагання були на довгій воді, дистанції вказано в метрах):
- Вільний стиль: 50, 100, 200, 400, 800 (жінки) і 1500 (чоловіки);
- Плавання на спині: 100 і 200;
- Брас: 100 і 200;
- Батерфляй: 100 і 200;
- Індивідуальне комплексне плавання: 200 і 400;
- Естафети: 4×100 вільним стилем, 4×200 вільним стилем і 4×100 комплексом.

### Розклад змагань
| З | Попередні запливи | ½ | Півфінали | Ф | Фінал |

| Дата →                               | 16 вер | 16 вер | 17 вер | 17 вер | 18 вер | 18 вер | 19 вер | 19 вер | 20 вер | 20 вер | 21 вер | 21 вер | 22 вер | 22 вер | 23 вер | 23 вер |
| Дисципліни ↓                         | Р      | В      | Р      | В      | Р      | В      | Р      | В      | Р      | В      | Р      | В      | Р      | В      | Р      | В      |
| ------------------------------------ | ------ | ------ | ------ | ------ | ------ | ------ | ------ | ------ | ------ | ------ | ------ | ------ | ------ | ------ | ------ | ------ |
| 50 м вільним стилем                  |        |        |        |        |        |        |        |        |        |        | З      | ½      |        | Ф      |        |        |
| 100 м вільним стилем                 |        |        |        |        |        |        | З      | ½      |        | Ф      |        |        |        |        |        |        |
| 200 м вільним стилем                 |        |        | З      | ½      |        | Ф      |        |        |        |        |        |        |        |        |        |        |
| 400 м вільним стилем                 | З      | Ф      |        |        |        |        |        |        |        |        |        |        |        |        |        |        |
| 1500 м вільним стилем                |        |        |        |        |        |        |        |        |        |        |        |        | З      |        |        | Ф      |
| 100 м на спині                       |        |        | З      | ½      |        | Ф      |        |        |        |        |        |        |        |        |        |        |
| 200 м на спині                       |        |        |        |        |        |        |        |        | З      | ½      |        | Ф      |        |        |        |        |
| 100 м брасом                         | З      | ½      |        | Ф      |        |        |        |        |        |        |        |        |        |        |        |        |
| 200 м брасом                         |        |        |        |        |        |        | З      | ½      |        | Ф      |        |        |        |        |        |        |
| 100 м батерфляєм                     |        |        |        |        |        |        |        |        |        |        | З      | ½      |        | Ф      |        |        |
| 200 м батерфляєм                     |        |        |        |        | З      | ½      |        | Ф      |        |        |        |        |        |        |        |        |
| 200 м комплексом                     |        |        |        |        |        |        |        |        | З      | ½      |        | Ф      |        |        |        |        |
| 400 м комплексом                     |        |        | З      | Ф      |        |        |        |        |        |        |        |        |        |        |        |        |
| естафета 4x100 метрів вільним стилем | З      | Ф      |        |        |        |        |        |        |        |        |        |        |        |        |        |        |
| естафета 4x200 метрів вільним стилем |        |        |        |        |        |        | З      | Ф      |        |        |        |        |        |        |        |        |
| естафета 4x100 метрів комплексом     |        |        |        |        |        |        |        |        |        |        |        |        | З      |        |        | Ф      |

| Дата →                               | 16 вер | 16 вер | 17 вер | 17 вер | 18 вер | 18 вер | 19 вер | 19 вер | 20 вер | 20 вер | 21 вер | 21 вер | 22 вер | 22 вер | 23 вер | 23 вер |
| Дисципліна ↓                         | Р      | В      | Р      | В      | Р      | В      | Р      | В      | Р      | В      | Р      | В      | Р      | В      | Р      | В      |
| ------------------------------------ | ------ | ------ | ------ | ------ | ------ | ------ | ------ | ------ | ------ | ------ | ------ | ------ | ------ | ------ | ------ | ------ |
| 50 м вільним стилем                  |        |        |        |        |        |        |        |        |        |        |        |        | З      | ½      |        | Ф      |
| 100 м вільним стилем                 |        |        |        |        |        |        |        |        | З      | ½      |        | Ф      |        |        |        |        |
| 200 м вільним стилем                 |        |        |        |        | З      | ½      |        | Ф      |        |        |        |        |        |        |        |        |
| 400 м вільним стилем                 |        |        | З      | Ф      |        |        |        |        |        |        |        |        |        |        |        |        |
| 800 м вільним стилем                 |        |        |        |        |        |        |        |        |        |        | З      |        |        | Ф      |        |        |
| 100 м на спині                       |        |        | З      | ½      |        | Ф      |        |        |        |        |        |        |        |        |        |        |
| 200 м на спині                       |        |        |        |        |        |        |        |        |        |        | З      | ½      |        | Ф      |        |        |
| 100 м брасом                         |        |        | З      | ½      |        | Ф      |        |        |        |        |        |        |        |        |        |        |
| 200 м брасом                         |        |        |        |        |        |        |        |        | З      | ½      |        | Ф      |        |        |        |        |
| 100 м батерфляєм                     | З      | ½      |        | Ф      |        |        |        |        |        |        |        |        |        |        |        |        |
| 200 м батерфляєм                     |        |        |        |        |        |        | З      | ½      |        | Ф      |        |        |        |        |        |        |
| 200 м комплексом                     |        |        |        |        | З      | ½      |        | Ф      |        |        |        |        |        |        |        |        |
| 400 м комплексом                     | З      | Ф      |        |        |        |        |        |        |        |        |        |        |        |        |        |        |
| естафета 4x100 метрів вільним стилем | З      | Ф      |        |        |        |        |        |        |        |        |        |        |        |        |        |        |
| естафета 4x200 метрів вільним стилем |        |        |        |        |        |        |        |        | З      | Ф      |        |        |        |        |        |        |
| естафета 4x100 метрів комплексом     |        |        |        |        |        |        |        |        |        |        |        |        | З      |        |        | Ф      |

## Країни-учасниці
Загалом на цих Олімпійських іграх змагалися 954 плавці (558 чоловіків і 336 жінок) зі 150 країн. Аруба, Кот-д'Івуар, Домініканська Республіка, Екваторіальна Гвінея, Грузія, Гвінея, Ірак, Лаос, Малі, Федеративні Штати Мікронезії, Монголія, Нігер, Катар, Руанда, Сент-Вінсент і Гренадини, Судан і Таджикистан офіційно дебютували у плаванні:
- Алжир  (3)
- Андорра  (2)
- Ангола  (2)
- Аргентина  (13)
- Вірменія  (2)
- Аруба  (2)
- Австралія  (44)
- Австрія  (8)
- Азербайджан  (2)
- Багамські Острови  (4)
- Бахрейн  (2)
- Бангладеш  (2)
- Барбадос  (3)
- Білорусь  (9)
- Бельгія  (9)
- Бермуди  (1)
- Болівія  (2)
- Боснія і Герцеговина  (2)
- Бразилія  (13)
- Болгарія  (6)
- Камбоджа  (2)
- Канада  (39)
- Чилі  (2)
- Китай  (21)
- Колумбія  (5)
- Республіка Конго  (2)
- Коста-Рика  (3)
- Кот-д'Івуар  (1)
- Хорватія  (17)
- Куба  (7)
- Кіпр  (7)
- Чехія  (6)
- Данія  (7)
- Домініка  (2)
- Домініканська Республіка  (1)
- Еквадор  (3)
- Єгипет  (6)
- Сальвадор  (1)
- Екваторіальна Гвінея  (2)
- Естонія  (4)
- Фіджі  (2)
- Фінляндія  (7)
- Франція  (19)
- Грузія  (1)
- Німеччина  (35)
- Велика Британія  (41)
- Греція  (14)
- Гренада  (1)
- Гуам  (1)
- Гватемала  (1)
- Гвінея  (2)
- Гондурас  (2)
- Гонконг  (9)
- Угорщина  (18)
- Ісландія  (9)
- Індія  (2)
- Індонезія  (6)
- Іран  (1)
- Ірак  (2)
- Ірландія  (4)
- Ізраїль  (10)
- Італія  (21)
- Ямайка  (2)
- Японія  (21)
- Йорданія  (2)
- Казахстан  (8)
- Кенія  (2)
- Південна Корея  (17)
- Кувейт  (2)
- Киргизстан  (18)
- Лаос  (1)
- Латвія  (4)
- Ліван  (2)
- Литва  (6)
- Люксембург  (3)
- Північна Македонія  (4)
- Мадагаскар  (2)
- Малайзія  (9)
- Мальдіви  (2)
- Малі  (2)
- Мальта  (2)
- Маврикій  (2)
- Мексика  (7)
- Федеративні Штати Мікронезії  (2)
- Молдова  (10)
- Монако  (1)
- Монголія  (2)
- Марокко  (1)
- Мозамбік  (2)
- М'янма  (1)
- Намібія  (1)
- Непал  (2)
- Нідерланди  (24)
- Нідерландські Антильські острови  (2)
- Нова Зеландія  (8)
- Нікарагуа  (2)
- Нігер  (2)
- Нігерія  (2)
- Оман  (1)
- Пакистан  (1)
- Палау  (2)
- Палестина  (1)
- Панама  (2)
- Папуа Нова Гвінея  (2)
- Парагвай  (2)
- Перу  (3)
- Філіппіни  (4)
- Польща  (8)
- Португалія  (7)
- Пуерто-Рико  (3)
- Катар  (1)
- Румунія  (11)
- Росія  (28)
- Руанда  (2)
- Сент-Люсія  (2)
- Сент-Вінсент і Гренадини  (2)
- Сан-Марино  (1)
- Саудівська Аравія  (1)
- Сенегал  (2)
- Сейшельські Острови  (2)
- Сінгапур  (8)
- Словаччина  (4)
- Словенія  (6)
- ПАР  (14)
- Іспанія  (23)
- Шрі-Ланка  (2)
- Судан  (1)
- Суринам  (2)
- Свазіленд  (2)
- Швеція  (16)
- Швейцарія  (9)
- Сирія  (2)
- Китайський Тайбей  (13)
- Таджикистан  (2)
- Таїланд  (8)
- Тринідад і Тобаго  (3)
- Туніс  (1)
- Туреччина  (7)
- Уганда  (2)
- Україна  (25)
- Об'єднані Арабські Емірати  (1)
- США  (48)
- Уругвай  (4)
- Узбекистан  (10)
- Венесуела  (5)
- В'єтнам  (2)
- Американські Віргінські Острови  (1)
- Югославія  (9)
- Замбія  (2)
- Зімбабве  (3)

## Медальний залік
| Місце                | Країна               | Золото | Срібло | Бронза | Загалом |
| -------------------- | -------------------- | ------ | ------ | ------ | ------- |
| 1                    | США (USA)            | 14     | 8      | 11     | 33      |
| 2                    | Австралія (AUS)      | 5      | 9      | 4      | 18      |
| 3                    | Нідерланди (NED)     | 5      | 1      | 2      | 8       |
| 4                    | Італія (ITA)         | 3      | 1      | 2      | 6       |
| 5                    | Україна (UKR)        | 2      | 2      | 0      | 4       |
| 6                    | Румунія (ROM)        | 2      | 1      | 1      | 4       |
| 7                    | Швеція (SWE)         | 1      | 2      | 1      | 4       |
| 8                    | Угорщина (HUN)       | 1      | 0      | 0      | 1       |
| 9                    | Японія (JPN)         | 0      | 2      | 2      | 4       |
| 10                   | Словаччина (SVK)     | 0      | 2      | 0      | 2       |
| 11                   | ПАР (RSA)            | 0      | 1      | 1      | 2       |
| 11                   | Росія (RUS)          | 0      | 1      | 1      | 2       |
| 13                   | Франція (FRA)        | 0      | 1      | 0      | 1       |
| 14                   | Німеччина (GER)      | 0      | 0      | 3      | 3       |
| 15                   | Коста-Рика (CRC)     | 0      | 0      | 2      | 2       |
| 16                   | Іспанія (ESP)        | 0      | 0      | 1      | 1       |
| 16                   | Бразилія (BRA)       | 0      | 0      | 1      | 1       |
| 16                   | Канада (CAN)         | 0      | 0      | 1      | 1       |
| Загалом (18 збірних) | Загалом (18 збірних) | 33     | 31     | 33     | 97      |

## Результати

### Чоловіки
| Дисципліни                      | Золото | Золото     | Срібло | Срібло                               | Бронза | Бронза      |
| ------------------------------- | --- | ---------- | --- | ------------------------------------ | --- | ----------- |
| 50 м вільним стилем             | Ентоні Ервін (USA) Ґері Голл-молодший (USA)                                                                 | 21.98      | Не вручали, бо був поділ 1-го місця.                                                                              | Не вручали, бо був поділ 1-го місця. | Пітер ван ден Гогенбанд (NED)                                                                             | 22.03       |
| 100 м вільним стилем            | Пітер ван ден Гогенбанд (NED)                                                                               | 48.30      | Олександр Попов (RUS)                                                                                             | 48.69                                | Ґері Голл-молодший (USA)                                                                                  | 48.73       |
| 200 м вільним стилем            | Пітер ван ден Гогенбанд (NED)                                                                               | 1:45.35 WR | Ян Торп (AUS) | 1:45.83                              | Массіміліано Росоліно (ITA)                                                                               | 1:46.65     |
| 400 м вільним стилем            | Ян Торп (AUS)                                                                                               | 3:40.59 WR | Массіміліано Росоліно (ITA)                                                                                       | 3:43.40 EU                           | Кліт Келлер (USA)                                                                                         | 3:47.00 AM  |
| 1500 м вільним стилем           | Ґрант Гаккетт (AUS)                                                                                         | 14:48.33   | Кірен Перкінс (AUS)                                                                                               | 14:53.59                             | Кріс Томпсон (USA)                                                                                        | 14:56.81 AM |
|                                 | |            | |                                      | |             |
| 100 м на спині                  | Крайзельбург Ленні (USA)                                                                                    | 53.72 OR   | Метт Велш (AUS)                                                                                                   | 54.07 OC                             | Штев Телоке (GER)                                                                                         | 54.82       |
| 200 м на спині                  | Крайзельбург Ленні (USA)                                                                                    | 1:56.76 OR | Аарон Пірсол (USA)                                                                                                | 1:57.35                              | Метт Велш (AUS)                                                                                           | 1:57.59 OC  |
|                                 | |            | |                                      | |             |
| 100 м брасом                    | Доменіко Фіораванті (ITA)                                                                                   | 1:00.46 OR | Ед Мозес (USA) | 1:00.73                              | Роман Слуднов (RUS)                                                                                       | 1:00.91     |
| 200 м брасом                    | Доменіко Фіораванті (ITA)                                                                                   | 2:10.87 EU | Теренс Паркін (RSA)                                                                                               | 2:12.50 AF                           | Давіде Руммоло (ITA)                                                                                      | 2:12.73     |
|                                 | |            | |                                      | |             |
| 100 м батерфляєм                | Ларс Фреландер (SWE)                                                                                        | 52.00 EU   | Майкл Клім (AUS)                                                                                                  | 52.18                                | Джефф Г'юджилл (AUS)                                                                                      | 52.22       |
| 200 м батерфляєм                | Том Малчов (USA)                                                                                            | 1:55.35 OR | Денис Силантьєв (UKR)                                                                                             | 1:55.76 NR                           | Дастін Норріс (AUS)                                                                                       | 1:56.17 OC  |
|                                 | |            | |                                      | |             |
| 200 м комплексом                | Массіміліано Росоліно (ITA)                                                                                 | 1:58.98 OR | Том Долан (USA)                                                                                                   | 1:59.77 AM                           | Том Вілкенс (USA)                                                                                         | 2:00.87     |
| 400 м комплексом                | Том Долан (USA)                                                                                             | 4:11.76 WR | Ерік Вендт (USA)                                                                                                  | 4:14.23                              | Кертіс Майден (CAN)                                                                                       | 4:15.33     |
|                                 | |            | |                                      | |             |
| Естафета 4×100 м вільним стилем | Австралія (AUS) Майкл Клім Кріс Фідлер Ешлі Келлус Ян Торп Тодд Пірсон* Адам Пайн*                          | 3:13.67 WR | США (USA) Ентоні Ервін Ніл Вокер Джейсон Лезак Ґері Голл-молодший Скотт Такер* Джош Девіс*                        | 3:13.86 AM                           | Бразилія (BRA) Едвалду Валеріу Густаво Боржес Карлус Жаймі Фернандо Шерер                                 | 3:17.40     |
| Естафета 4×200 м вільним стилем | Австралія (AUS) Ян Торп Майкл Клім Тодд Пірсон Білл Кірбі Ґрант Гаккетт* Денієл Ковалскі*                   | 7:07.05 WR | США (USA) Джеймі Роч Джош Девіс Скотт Ґолдблатт Кліт Келлер Нейт Дусінґ* Чад Карвін*                              | 7:12.64                              | Нідерланди (NED) Мартейн Зюйдвеґ Йоган Кенкгейс Пітер ван ден Гогенбанд Марсел Вауда Марк ван дер Зейден* | 7:12.70 NR  |
| Естафета 4×100 м комплексом     | США (USA) Крайзельбург Ленні Ед Мозес Іян Крокер Ґері Голл-молодший Ніл Вокер* Томмі Геннен* Джейсон Лезак* | 3:33.73 WR | Австралія (AUS) Метт Велш Реґан Гаррісон Джефф Г'юджилл Майкл Клім Джош Вотсон* Раян Мітчелл* Адам Пайн* Ян Торп* | 3:35.27 OC                           | Німеччина (GER) Штев Телоке Єнс Круппа Томас Руппрат Торстен Спаннеберґ                                   | 3:35.88 EU  |

* Плавці, що взяли участь лише в попередніх запливах і одержали медалі.

### Жінки
| Дисципліни                      | Золото | Золото     | Срібло                                                                                                | Срібло     | Бронза | Бронза     |
| ------------------------------- | --- | ---------- | --- | ---------- | --- | ---------- |
| 50 м вільним стилем             | Інге де Бройн (NED) | 24.32      | Тереза Альсгаммар (SWE)                                                                               | 24.51      | Дара Торрес (USA)                                                                                                 | 24.63 AM   |
| 100 м вільним стилем            | Інге де Бройн (NED) | 53.83      | Тереза Альсгаммар (SWE)                                                                               | 54.33 NR   | Дара Торрес (USA) Дженні Томпсон (USA)                                                                            | 54.43      |
| 200 м вільним стилем            | Сьюзі О'Нілл (AUS) | 1:58.24    | Мартіна Моравцова (SVK)                                                                               | 1:58.32    | Клаудія Полл (CRC)                                                                                                | 1:58.81    |
| 400 м вільним стилем            | Брук Беннетт (USA) | 4:05.80    | Даяна Мунц (USA)                                                                                      | 4:07.07    | Клаудія Полл (CRC)                                                                                                | 4:07.83    |
| 800 м вільним стилем            | Брук Беннетт (USA) | 8:19.67 OR | Яна Клочкова (UKR)                                                                                    | 8:22.66 NR | Кейтлін Сандено (USA)                                                                                             | 8:24.29    |
|                                 | |            | |            | |            |
| 100 м на спині                  | Дьяна Мокану (ROM) | 1:00.21 OR | Маі Накамура (JPN)                                                                                    | 1:00.55 NR | Ніна Живаневська (ESP)                                                                                            | 1:00.89 NR |
| 200 м на спині                  | Дьяна Мокану (ROM) | 2:08.16 NR | Роксана Меречиняну (FRA)                                                                              | 2:10.25 NR | Мікі Накао (JPN)                                                                                                  | 2:11.05    |
|                                 | |            | |            | |            |
| 100 м брасом                    | Меґан Джендрік (USA) | 1:07.05 AM | Лісель Джонс (AUS)                                                                                    | 1:07.49 OC | Пенні Гейнс (RSA)                                                                                                 | 1:07.55    |
| 200 м брасом                    | Агнеш Ковач (HUN) | 2:24.35    | Крісті Ковал (USA)                                                                                    | 2:24.56 AM | Аманда Бірд (USA)                                                                                                 | 2:25.35    |
|                                 | |            | |            | |            |
| 100 м батерфляєм                | Інге де Бройн (NED) | 56.61 WR   | Мартіна Моравцова (SVK)                                                                               | 57.97 NR   | Дара Торрес (USA)                                                                                                 | 58.20      |
| 200 м батерфляєм                | Місті Гаймен (USA) | 2:05.88 OR | Сьюзі О'Нілл (AUS)                                                                                    | 2:06.58    | Петрія Томас (AUS)                                                                                                | 2:07.12    |
|                                 | |            | |            | |            |
| 200 м комплексом                | Яна Клочкова (UKR) | 2:10.68 OR | Бятріче Кишлару (ROM)                                                                                 | 2:12.57 NR | Крістіна Тойшер (USA)                                                                                             | 2:13.32    |
| 400 м комплексом                | Яна Клочкова (UKR) | 4:33.59 WR | Ясуко Тадзіма (JPN)                                                                                   | 4:35.96 NR | Бятріче Кишлару (ROM)                                                                                             | 4:37.18 NR |
|                                 | |            | |            | |            |
| Естафета 4×100 м вільним стилем | США (USA) Емі Ван Дікен Кортні Шилі Дженні Томпсон Дара Торрес Ерін Фенікс* Ешлі Теппін*                                       | 3:36.61 WR | Нідерланди (NED) Манон ван Роєн Вілма ван Гофвеґен Інге де Бройн Тамар Геннекен Шанталь Ґрот*         | 3:39.83 EU | Швеція (SWE) Юганна Шеберг Тереза Альсгаммар Луїза Єнке Анна-Карін Каммерлінг Юзефіна Ліллгаге* Малін Сванстрем*  | 3:40.30 NR |
| Естафета 4×200 м вільним стилем | США (USA) Даяна Мунц Дженні Томпсон Саманта Арсено Ліндсі Бенко Джулія Стоверс* Kim Black*                                     | 7:57.80 OR | Австралія (AUS) Джиан Руні Петрія Томас Кірстен Томсон Сьюзі О'Нілл Ясінта ван Лінт* Елка Ґрем*       | 7:58.52 OC | Німеччина (GER) Францишка ван Альмсік Антьє Бушшульте Зара Гарстік Керстін Кільґас Майке Фрайтаґ* Брітта Штеффен* | 7:58.64 NR |
| Естафета 4×100 м комплексом     | США (USA) Барбара Бедфорд Меґан Джендрік Дженні Томпсон Дара Торрес Кортні Шилі* Ешлі Теппін* Емі Ван Дікен* Стейсіана Стіттс* | 3:58.30 WR | Австралія (AUS) Даяна Келуб Лісель Джонс Петрія Томас Сьюзі О'Нілл Джиан Руні* Тарні Вайт* Сара Раян* | 4:01.59 OC | Японія (JPN) Масамі Танака Суміка Мінамото Маі Накамура Дзюнко Онісі                                              | 4:04.16 NR |

* Плавці, що взяли участь лише в попередніх запливах і одержали медалі.